# Simone Brahmann
Simone-Diane Brahmann (* 21. Juni 1961 in München) ist eine deutsche Schauspielerin und Synchronsprecherin.

## Leben und Wirken
Da ihre beiden Eltern in der Filmbranche tätig waren, fand sie schnell Zugang zu diesem Medium und stand ungenannt schon als Kind vor der Kamera, darunter in dem Paukerfilm Hurra, die Schule brennt! mit Heintje und Peter Alexander. Auch in der Synchronisation wurde sie frühzeitig eingesetzt.
Nach der mittleren Reife und Schauspielunterricht erhielt sie ab 1978 größere und kleinere Rollen in verschiedenen Spiel- und Fernsehfilmen. In Zwei Nasen tanken Super war sie eine der beiden Partnerinnen der Hauptdarsteller Thomas Gottschalk und Mike Krüger. An der Lore-Bronner-Bühne in München verkörperte sie 1978/79 Louison in Der eingebildete Kranke und Daniela in Goldonis Das Muttersöhnchen. 1983 wirkte sie im Theater Die Kleine Freiheit in einer Aufführung von Meines Vaters Pferde mit. Im Fernsehen übernahm sie Rollen in Krimiserien wie Ein Fall für zwei, Der Alte und Der Fahnder.
Simone Brahmann ist eine bedeutende Synchronsprecherin. Mehrfach lieh sie ihre Stimme unter anderem Daryl Hannah, Sharon Stone, Kim Cattrall, Béatrice Dalle, Rebecca De Mornay, Alexandra Paul, Madeleine Stowe und Linda Blair (in Der Exorzist). Häufig ist sie auch in Anime-Serien zu hören, so spricht sie zum Beispiel Nico Robin im Erfolgsanime One Piece.
In den letzten Jahren profilierte sie sich vor allem als Hörbuchsprecherin von erotischer Literatur wie Geschichte der O. Brahmann war mit Roland Kaiser liiert, vorübergehend mit dem Moderator und Regisseur Pit Weyrich verheiratet. Sie ist in zweiter Ehe mit einem Sportartikelkaufmann aus Heidelberg verheiratet.

## Filmografie (Auswahl)
- 1969: Hurra, die Schule brennt!
- 1976: Vater Seidl und sein Sohn (Serie, Folge „Die gefährlichen Frauen“)
- 1978: Jean-Christophe
- 1979: Die Auserwählten
- 1980: Herbstromanze
- 1980: Sierra Madre
- 1981: Ach du lieber Harry
- 1981: Die Todesgöttin des Liebescamps
- 1982: Der Fan
- 1982: Ein Fall für zwei (Serie, Folge Brandstiftung)
- 1982: Aktenzeichen XY … ungelöst (Serie, Fall „Sexualverbrechen an Monika B. („Golfkatzen“)“ – Sendung vom 26. Februar 1982)
- 1982: Zeig, was du kannst
- 1983: Satan ist auf Gottes Seite
- 1984: Die Story
- 1984: Der Alte (Serie, Folge Der Klassenkamerad)
- 1984: Zwei Nasen tanken Super
- 1985: Alte Gauner (Serie, Folge Arbeitsteilung)
- 1985: Schöne Ferien – Urlaubsgeschichten aus Portugal (Fernsehreihe)
- 1985: Backfischliebe
- 1986: Geld oder Leber!
- 1988: Ein Schweizer namens Nötzli
- 1990–1992: Der Fahnder (2 Folgen)
- 1997: Solo für Sudmann (Folge: Konfettimord)
- 2001: Sinan Toprak ist der Unbestechliche (Folge: Todesharmonie)
- 2002: Forsthaus Falkenau – Feuer im Wald

## Synchronisation
Filme
für Daryl Hannah
- 1986: Staatsanwälte küsst man nicht … als Chelsea Deardon
- 1987: Roxanne … als Roxanne Kowalski
- 1988: High Spirits  … als Mary Plunkett Brogan
- 1988: Nummer 5 gibt nicht auf ... als Sandy Banatoni
- 1992: Jagd auf einen Unsichtbaren … als Alice Monroe

für Sharon Stone
- 1992: Basic Instinct

Anime
- DoReMi … als Doremi Harukaze
- Hellsing … als Lady Integra Hellsing
- Hellsing OVA … als Lady Integra Hellsing
- One Piece … als Nico Robin, Nico Olvia
- Sailor Moon … als Calaverite, Fischauge
- Sonic X … als Rouge the Bat
- Pokémon … als Feurigel, Schwalbini
- InuYasha – The Castle Beyond the Looking Glass … als  Kaguya